# Museum Catharijneconvent
Museum Catharijneconvent is een rijksmuseum voor religieuze kunst in Utrecht. Het museum is gevestigd in het voormalige klooster het Catharijneconvent, dat vermoedelijk reeds in de 12de eeuw gewijd was aan Catharina van Alexandrië. Het kloostergebouw is tegen de Sint-Catharinakathedraal aangebouwd. Het museum komt voort uit verschillende collecties.

Het vast bezit van het museum wordt permanent ontsloten. Verder grijpen er op regelmatige basis tijdelijke tentoonstellingen plaats. 
Rond Kerstmis is in het museum een achttiende-eeuwse Napolitaanse Kerststal te zien met vele kerstfiguren en miniaturen van Utrechtse eyecatchers. Deze kerststal is gratis te bezoeken.

## De collecties
Museum Catharijneconvent heeft een uitgebreide collectie bijzondere (kunst)historische objecten vanaf de vroege Middeleeuwen tot de 21e eeuw. De vaste collectie geeft een beeld van de christelijke kunst- en cultuurgeschiedenis van Nederland en de invloed van die geschiedenis op onze samenleving. De collectie omvat onder andere rijk geïllustreerde handschriften, boekbanden versierd met edelstenen, rijk bewerkte beelden, bijzondere schilderijen, altaarstukken, kerkelijke kleding en voorwerpen in goud en zilver. Een van de topstukken uit de collectie is de vroeg-middeleeuwse Lebuinuskelk van rijk-bewerkt ivoor. De Hamer van Sint Maarten behoort ook tot de collectie.
De Nederlandse schilderkunst uit de 16e en 17e eeuw is vertegenwoordigd met werk van Jan van Scorel, Rembrandt, Frans Hals, Pieter Saenredam en de monogrammist EM. Van recentere datum zijn werken van Jan Toorop, Shinkichi Tajiri, Frans Franciscus en Marc Mulders. De collectie van Museum Catharijneconvent bevat zowel protestantse als katholieke kunstvoorwerpen. Ook bevat de collectie enkele Orthodoxe ikonen.
In 1971 werden de bezittingen van het Aartsbisschoppelijk Museum, het Bisschoppelijke Museum Haarlem en het Oud-Katholiek Museum in permanente bruikleen ondergebracht bij de nieuw opgerichte Stichting Het Catharijneconvent. Onder deze Stichting viel ook de collectie Rijksmuseum Het Catharijneconvent, waarin de kunstwerken die eigendom waren van het Rijk waren ondergebracht. In 1975 werd de Stichting Protestantse Kerkelijke Kunst (SPKK) opgericht vanuit de protestantse stromingen in Nederland. Ook voorwerpen uit de collecties van het Bisschoppelijk Museum Den Bosch en het Bisschoppelijk Museum Roermond werden toegevoegd.
Bovengenoemde verzamelingen, elk met een eigen inventaris, werden tussen 1976 en 1979 ondergebracht in het nieuwe Rijksmuseum Het Catharijneconvent, dat op 9 juni 1979 zijn deuren opende. In 1995 werd het museum verzelfstandigd onder de naam Museum Catharijneconvent.
Op 17 mei 2008 ontving toenmalig museumdirecteur Guus van den Hout in Dublin de European Museum of the Year Award uit handen van koningin Fabiola van België, beschermvrouwe van European Museum Forum. 37 andere musea waren genomineerd.

## Geschiedenis van het Catharijneconvent

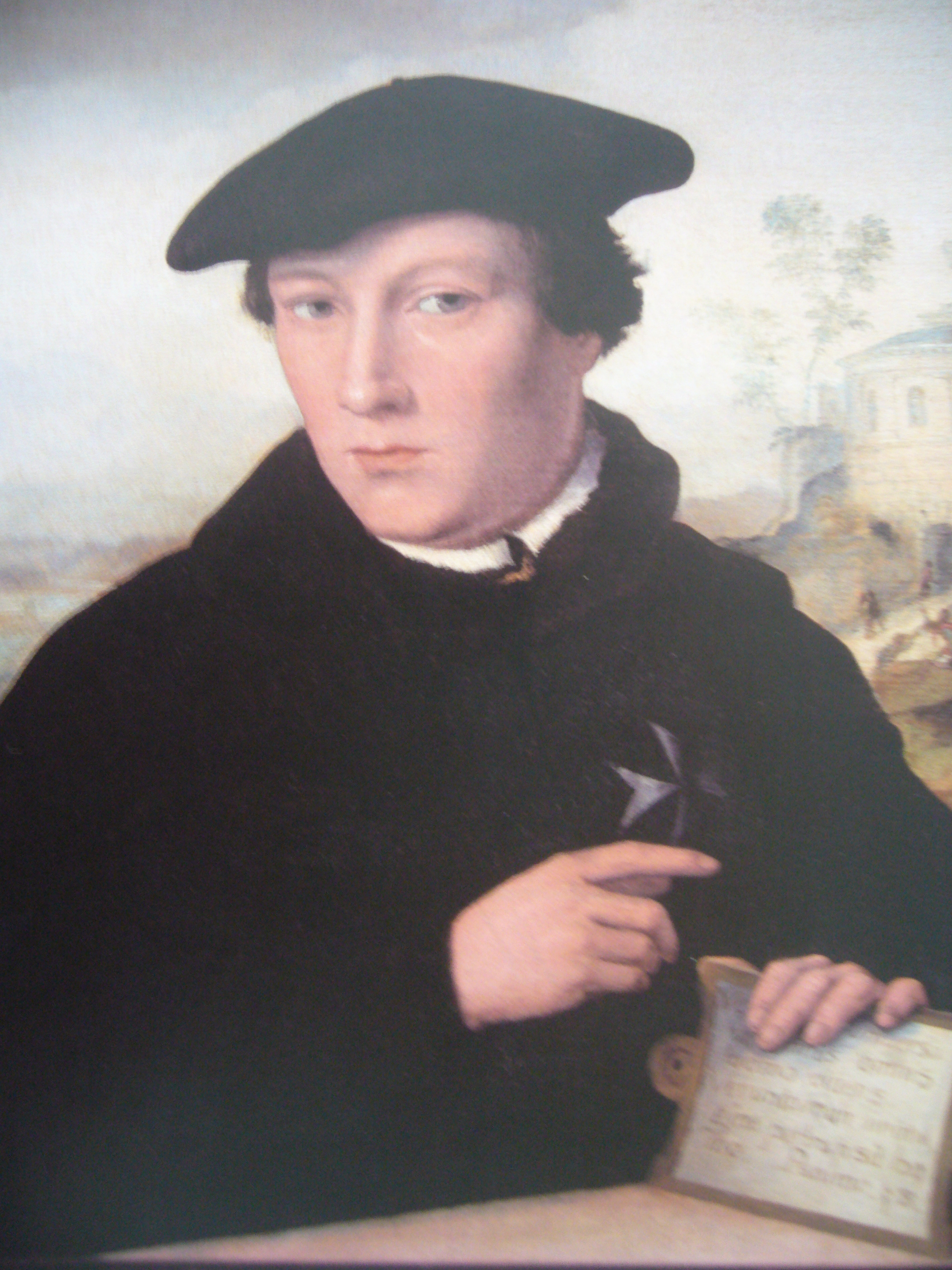
Hendrick Barck, balijer van 1561-1602, met Johanniter kruis, toegeschreven aan Jan van Scorel (ca. 1561-1565)
Collectie: Museum Catharijneconvent

Het Catharijneconvent lag bij de later gebouwde Catharijnepoort, Er was ook een huis, een kerk en een kerkhof voor arme vreemdelingen. De johannieters hadden hier tot 1529 een ziekenhuis op het huidige plein Vredenburg, dat toen nog het Catharijneveld heette. Het ziekenhuis had 24 bedden, en dit was het grootste ziekenhuis van de stad.
De bisschop van Utrecht, die tevens landheer was, was de grote begunstiger van het Catharijneconvent. In 1529 verandert de situatie nadat de bevolking trouw zweert aan keizer Karel V. De balije Utrecht was machtig, maar werd hierna een klein stukje van het grote Roomse Rijk. Het klooster en gasthuis van de johannieters werden onteigend en de dwangburcht Vredenburg werd gebouwd.
De johannieters moesten verhuizen en kregen het veel kleinere klooster van de karmelieten aan de Lange Nieuwstraat toegewezen. Karel V kocht de omringende huizen op en gaf die ter compensatie aan de Johannieters. Er werd jarenlang verbouwd om het tot een geheel te maken. In 1560 werd de Sint-Catharinakerk gebouwd. Het werd een groot bouwwerk in laatgotische stijl.
In 1561 werd keukenmeester Hendrick Barck in allerijl tot nieuwe balije verkozen, nadat 's nachts zijn voorganger, frater Willem van Heeteren overleden was. Dit moest heel snel gebeuren, omdat anders de regering van Karel V iemand zou aanstellen.
In 1580 werd de kerk buiten werking gesteld en leeggeplunderd, maar Barck had voorheen al veel kostbare goederen en gewaden verwijderd. Hierna werden de missen bij hem thuis aan de Nieuwegracht 61 opgedragen. Na zijn dood mocht geen opvolger benoemd worden, maar de broeders mochten tot hun dood in het convent blijven wonen.
Vanaf 1636 werd de kerk door protestanten gebruikt. Ook werd de Utrechtse universiteit opgericht, en het ziekenhuis werd een academisch ziekenhuis, de voorloper van het huidige Universitair Medisch Centrum Utrecht. 
Toen in 1795 de godsdienstvrijheid kwam zochten de katholieken weer naar een eigen kerk. In 1815 werd de Catharijnekerk in gebruik genomen voor de katholieke soldaten als garnizoenskerk en in 1842 werd de kerk door de koning geschonken aan de katholieke gemeenschap. In 1853 werd de kerk verheven tot kathedraal en in 1855 werd het officieel een parochiekerk. In 1859-1901 versierde Friedrich Wilhelm Mengelberg de kerk in neogotische stijl. Veel van deze elementen zijn bij de restauratie van 1955-1965 weer verwijderd.
In 2000 kwam een ingrijpende verbouwing en uitbreiding naar ontwerp van Hubert-Jan Henket gereed. De ingang is van de Nieuwegracht verplaatst naar de binnenplaats. Er is een loopbrug gebouwd waardoor de looproute door het gebouw verbeterde en er werd een nieuw trappenhuis toegevoegd. In 2006 werden de themazalen heringericht.

## Monstransroof
Op 29 januari 2013 vond in het Catharijneconvent in Utrecht een geruchtmakende diefstal plaats, bekend als de "monstransroof". Twee overvallers arriveerden op een gestolen scooter bij het museum, renden naar binnen en vernielden met een moker de vitrine waarin een kostbare monstrans werd tentoongesteld. Dit liturgische kunstvoorwerp, ingelegd met diamanten en edelstenen, had een geschatte waarde van € 250.000 en was in langdurige bruikleen van de Amsterdamse Boomkerk. Destijds maakte deze kerk deel uit van de parochie van de Heilige Drie-eenheid, maar sinds 2018 behoort zij tot de Emmaüsparochie.
Tijdens de vlucht moesten de daders echter een tas met het meest waardevolle deel van de monstrans, een vergulde stralenkrans met diamanten, achterlaten. Hierdoor was het overgebleven deel van de monstrans als kunstobject nagenoeg onverkoopbaar.

### Opsporing
Drie weken na de roof werd het gehavende kunstvoorwerp teruggevonden, ingepakt in lappen stof in de kofferbak van een auto tijdens een politiecontrole op de A27 nabij Gorinchem. De politie arresteerde drie verdachten, die werden beschuldigd van directe betrokkenheid bij de diefstal. Het gerestaureerde kunstvoorwerp keerde uiteindelijk terug naar het Catharijneconvent en werd in mei 2013 opnieuw tentoongesteld.